# Безпечна (Бердичівський район)
Безпе́чна — село в Україні, у Краснопільській сільській територіальній громаді Бердичівського району Житомирської області. Кількість населення становить 419 осіб (2001). У 1923—54 та 1992—2016 роках — адміністративний центр однойменної сільської ради.

## Населення
Відповідно до результатів перепису населення Російської імперії 1897 року, загальна кількість мешканців села становила 879 осіб, з них: православних — 712, римокатоликів — 150, чоловіків — 457, жінок — 422.
В кінці 19 століття налічувалося 952 мешканці та 159 дворів, станом на 1906 рік в селі нараховувалося 162 двори та 786 мешканців.
Кількість населення, станом на 1923 рік, становила 1 160 осіб, кількість дворів — 245.
Відповідно до перепису населення СРСР, на 17 грудня 1926 року чисельність населення становила 1 203 особи, з них за статтю: чоловіків — 609, жінок — 594; за етнічним складом: українців — 1 012, поляків — 191. Кількість домогосподарств — 275, з них, несільського типу — 1.
Відповідно до результатів перепису населення СРСР, кількість населення, станом на 12 січня 1989 року, становила 453 особи. Станом на 5 грудня 2001 року, відповідно до перепису населення України, кількість мешканців села становила 419 осіб.

### Мова
Розподіл населення за рідною мовою за даними перепису 2001 року:
| Мова       | Кількість | Відсоток |
| ---------- | --------- | -------- |
| українська | 418       | 99.76%   |
| російська  | 1         | 0.24%    |
| Усього     | 419       | 100%     |

## Історія
Час заснування невідомий. Згадується в люстрації Житомирського замку 1754 року, як село, що перебувало в посесії Гадомського, сплачувало 10 злотих і 28,5 грошів до замку та 43 злотих і 24 гроші — до скарбу.
В другій половині 19 століття — сільце Житомирського повіту Волинської губернії, входило до православної парафії в Носівках, за 3 версти. Цвинтарну церкву освячено у 1881 році, з 1882 року діяла церковно-парафіяльна школа. Власність графині Замойської.
В кінці 19 століття — село Краснопільської волості Житомирського повіту, на кордоні з Літинським повітом, за 82 версти від Житомира. Православна парафія — в Носівках, за 3 версти. Належало графам Замойським, мало 820 десятин двірської землі. Була церковно-приходська школа.
В 1906 році — село в складі Краснопільської волості (4-го стану) Житомирського повіту Волинської губернії. Відстань до губернського та повітового центру, міста Житомир, становила 85 верст, до волосної управи, в містечку Краснопіль — 7 верст. Найближче поштово-телеграфне відділення розташовувалось в містечку Янушпіль.
В березні 1921 року, в складі волості, увійшло до новоствореного Полонського повіту Волинської губернії. У 1923 році село увійшло до складу новоствореної Безпечнянської сільської ради, котра, від 7 березня 1923 року, включена до складу новоутвореного Янушпільського району Житомирської округи; адміністративний центр ради. Розміщувалося за 16 верст від районного центру, міст. Янушпіль. В червні 1925 року Янушпільський район передано до складу Бердичівської округи. Відстань від села до районного центру, міст. Янушпіль, становила 18 верст, до окружного центру, в Бердичеві — 45 верст, до найближчої залізничної станції, Чуднів — 25 верст.
11 серпня 1954 року, відповідно указу Президії Верховної ради УРСР «Про укрупнення сільських рад по Житомирській області», Безпечнянську сільську раду було ліквідовано, с. Безпечна передане до складу Носівської сільської ради Янушпільського району. 28 листопада 1957 року, внаслідок ліквідації Янушпільського району, село, разом із сільською радою, включене до складу Чуднівського району Житомирської області. 30 грудня 1962 року, внаслідок укрупнення районів, село, в складі сільської ради увійшло до Бердичівського району, 4 січня 1965 року — до складу відновленого Любарського району, 8 грудня 1966 року — до складу відновленого Чуднівського району Житомирської області. 12 серпня 1974 року, відповідно до рішення Житомирського облвиконкому № 342 «Про зміни в адміністративно-територіальному поділі окремих районів області в зв'язку з укрупненням колгоспів», село увійшло до складу Краснопільської сільської ради Чуднівського району.
26 червня 1992 року Житомирська обласна рада відновила Безпечнянську сільську раду, в складі Чуднівського району Житомирської області, з центром у с. Безпечна.
29 червня 2016 року в селі відкрито меморіальну дошку пам'яті вояка Івана Задорожнія.
22 серпня 2016 року село включене до складу новоствореної Краснопільської сільської територіальної громади Чуднівського району Житомирської області. 19 липня 2020 року, в складі громади, увійшло до Бердичівського району Житомирської області.

## Відомі люди
- Задорожній Іван Васильович (1992—2015) — солдат Збройних сил України, учасник російсько-української війни.